# Синклер, Джером
Джером Теренс Синклер (англ. Jerome Terence Sinclair; 19 сентября 1996, Бирмингем, Англия) — английский футболист, центральный нападающий.
Карьеру начинал в клубах «Вест Бромвич Альбион» и «Ливерпуль». Самый молодой игрок в истории «Ливерпуля», выходивший на поле в матче первой команды в возрасте 16 лет и 6 дней.

## Клубная карьера

### «Ливерпуль»
«Ливерпуль» подписал 14-летнего Синклера из молодёжного состава «Вест Бромвич Альбион» летом 2011 года. Он провел большую часть сезона 2011/12 в команде до 16 лет, так же тренер Майк Марш доверил ему 4 игры в команде до 18 лет в конце того же сезона. Джером произвел большое впечатление в этих играх, хоть и не смог отличиться забитыми голами. 14 июля 2012 года в предсезонном товарищеском матче команды до 18 лет, выйдя на замену, сделал хет-трик «Эксетеру». В целом, он забил 8 мячей за 6 матчей предсезонных товарищеских встреч. Свой первый официальный гол в команде до 18 лет, он забил 25 августа 2012 года в мачте против «Кристал Пэлас».
Родольфо Боррелл взял Синклера на игры NextGen Series. 19 сентября 2012 года он вышел в основе на матч против чемпионов турнира миланского «Интера» и заработал пенальти, который успешно реализовал его одноклубник Кристиан Адорьян.
26 сентября 2012 года дебютировал в матче первой команды против своего бывшего клуба — «Вест Бромвич Альбион». На 81-й минуте матча, он вышел на замену Самеду Ешилю и тем самым, побил рекорд Джека Робинсона, как самый молодой игрок в истории «Ливерпуля», в возрасте 16 лет и 6 дней. 8 января 2016 года забил дебютный гол в матче Кубка Англии против «Эксетера» (2:2).

### После «Ливерпуля»
В январе 2016 года «Ливерпуль» отказался продавать Синклера за 1,5 млн фунтов в «Уотфорд». Через полгода у игрока завершился контракт, и он как свободный агент заключил с «Уотфордом» пятилетний контракт. «Ливерпуль» получил компенсацию в размере 4 млн фунтов за воспитание Джерома.
31 января 2017 года Синклер, редко попадавший в состав «Уотфорда», был отдан в аренду до конца сезона клубу «Бирмингем Сити». Там он также не сумел стать игроком основного состава, проведя лишь пять матчей за полгода. В сезоне 2017/18 Синклер сыграл за «Уотфорд» лишь 27 минут в Премьер-лиге. 25 июля 2018 года он был отдан в аренду «Сандерленду» до конца сезоне 2018/19, однако уже в январе 2019 года по соглашению обоих клубов аренда была прекращена. 31 января Джером вновь отправился в аренду, на этот раз в «Оксфорд Юнайтед» до конца сезона.

### Международная карьера
25 октября 2011 года дебютировал в юношеской сборной Англии до 16-ти лет и забил гол в матче с ровесниками из Уэльса в турнире Щит Победы. Также забил два победных гола на турнире Montaigu, огорчив хозяев турнира Францию и Марокко. Выступал за юношескую сборную Англии до 17-ти лет. Дебютировал за неё 31 августа 2012 года, забив юношеской команде Турции.

## Статистика за клуб
|                  |                  |                  | Лига         | Лига         | Кубок        | Кубок        | Кубок Лиги | Кубок Лиги | Еврокубки   | Еврокубки   | Всего | Всего |
| Сезоны           | Клуб             | Лига             | Игры         | Голы         | Игры         | Голы         | Игры       | Голы       | Игры        | Голы        | Игры  | Голы  |
| Англия           | Англия           | Англия           | Премьер-Лига | Премьер-Лига | Кубок Англии | Кубок Англии | Кубок Лиги | Кубок Лиги | Лига Европы | Лига Европы | Всего | Всего |
| ---------------- | ---------------- | ---------------- | ------------ | ------------ | ------------ | ------------ | ---------- | ---------- | ----------- | ----------- | ----- | ----- |
| 2012/13          | Ливерпуль        | Премьер-лига     | 0            | 0            | 0            | 0            | 1          | 0          | 0           | 0           | 1     | 0     |
| Всего за карьеру | Всего за карьеру | Всего за карьеру | 0            | 0            | 0            | 0            | 1          | 0          | 0           | 0           | 1     | 0     |